# Dorfkirche Alt Schwerin

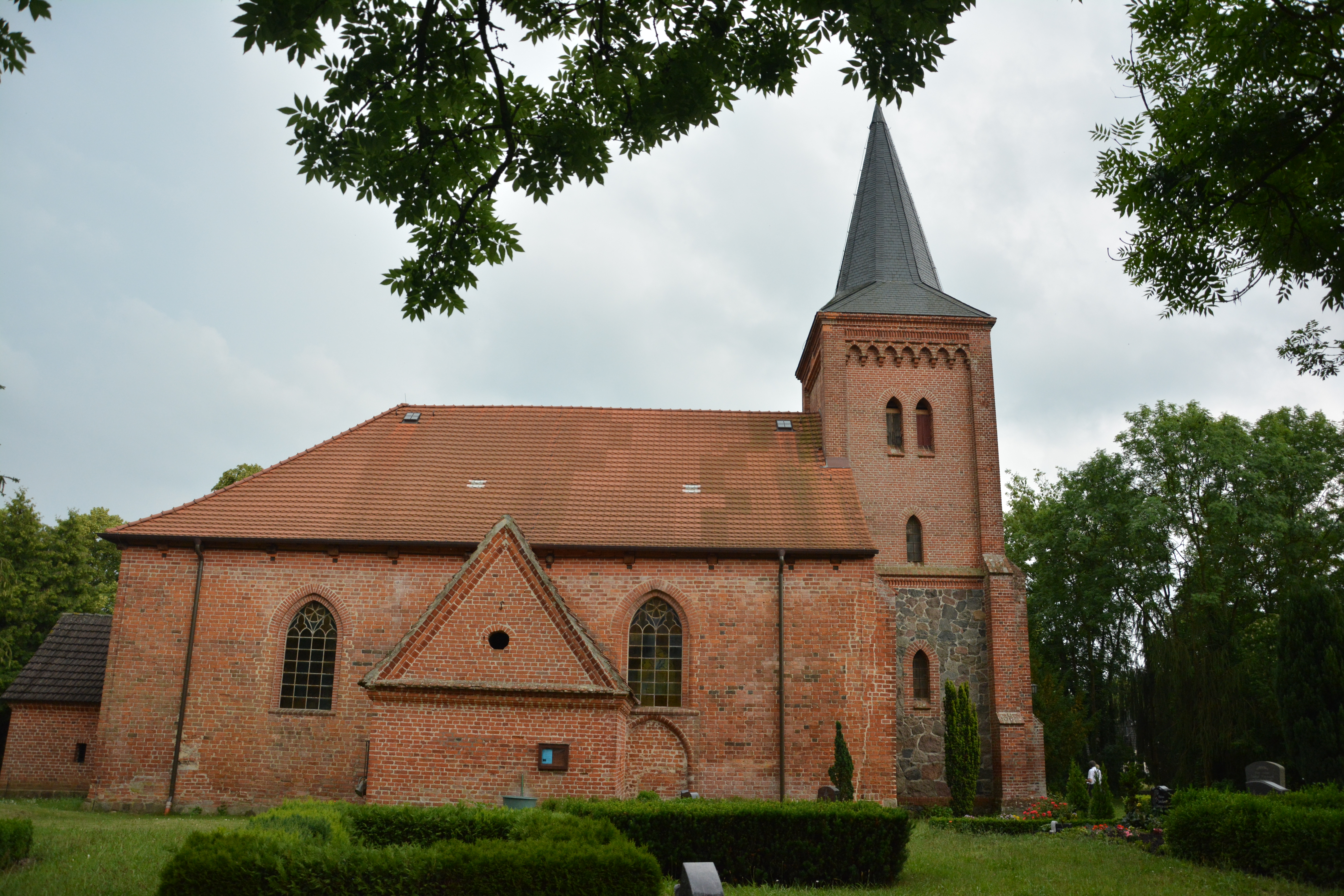
Ansicht von Norden

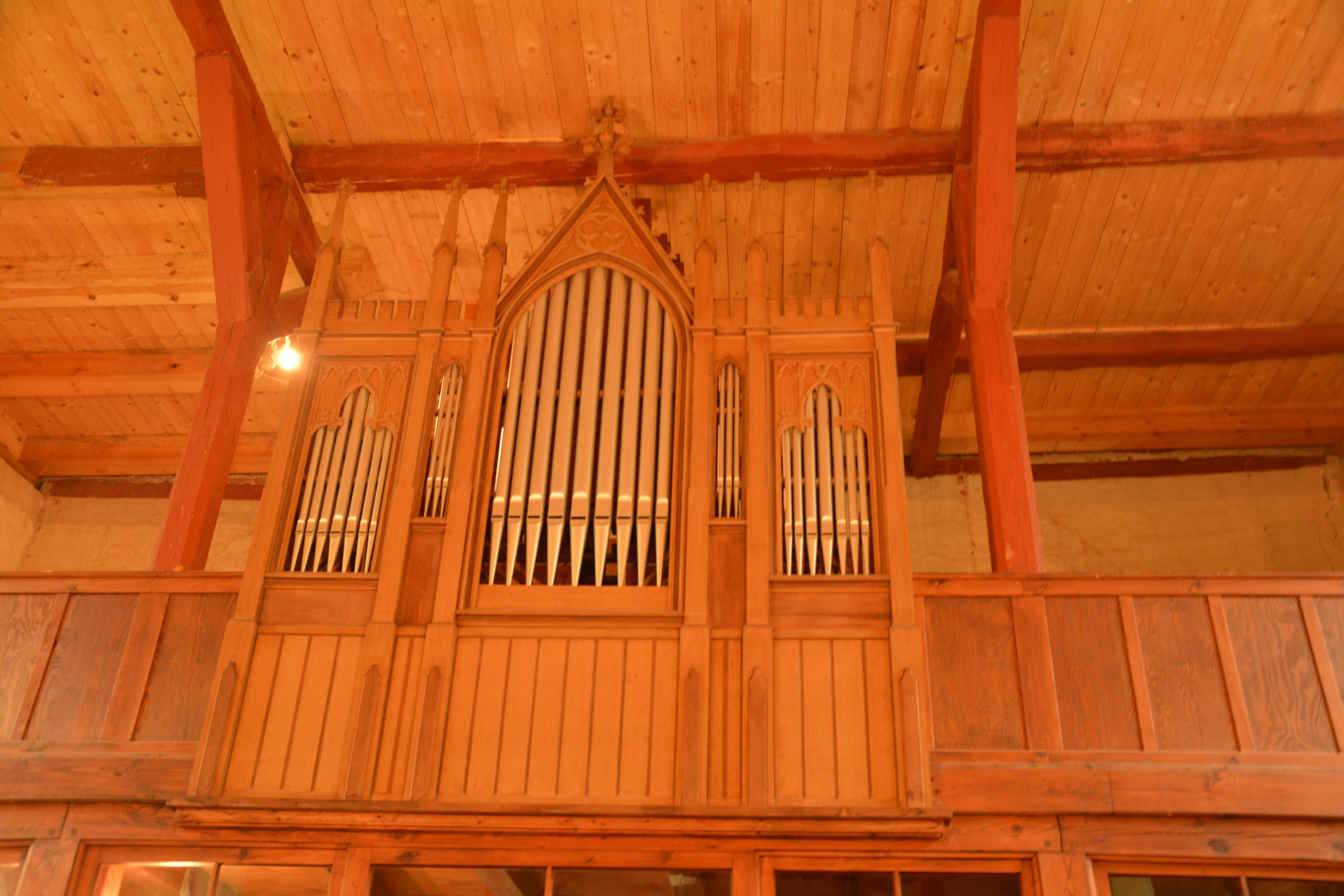
Orgel

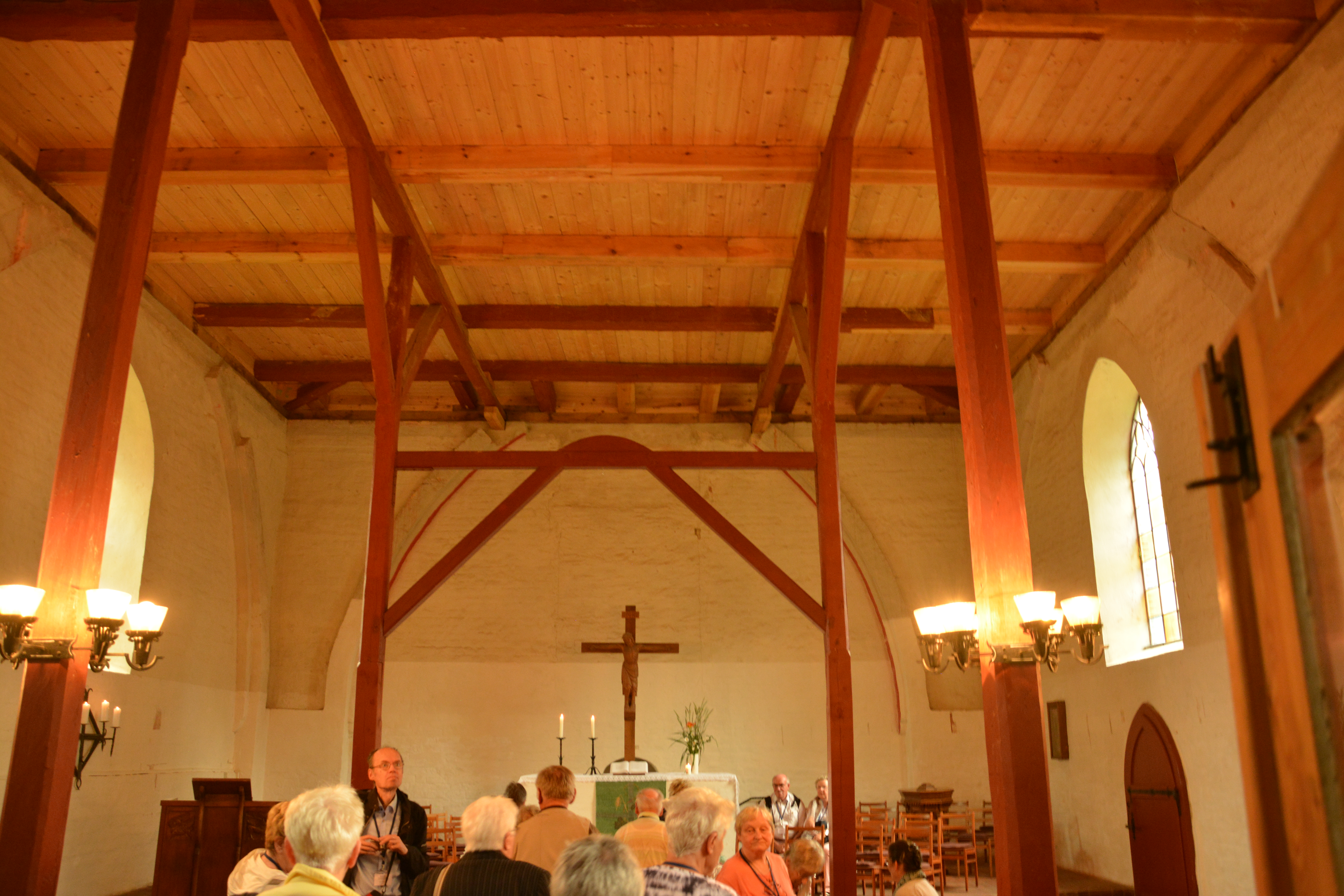
Innenansicht

Die Dorfkirche ist ein denkmalgeschütztes Kirchengebäude in Alt Schwerin, einer Gemeinde im Landkreis Mecklenburgische Seenplatte (Mecklenburg-Vorpommern). Sie gehört zur Propstei Neustrelitz im Kirchenkreis Mecklenburg der Evangelisch-Lutherischen Kirche in Norddeutschland (Nordkirche).

## Geschichte und Architektur
Das Gebäude wurde am Anfang des 14. Jahrhunderts als flachgedeckte Saalkirche in Backstein gemauert, es wurde im Dreißigjährigen Krieg stark zerstört und erst nach 1700 von der Gutsbesitzerfamilie von Wangelin wieder aufgebaut.  Die Schildbögen weisen auf die ursprüngliche Planung einer Wölbung zu zwei Jochen hin; die nicht geschlossenen Bögen lassen vermuten, dass eine Einwölbung nie vorgenommen wurde. Das südliche Spitzbogenportal ist schlicht gehalten. Die Fenster wurden 1866 spitzbogig verändert.
Der Innenraum wird durch eine Balkendecke, die auf sechs Holzträgern ruht, überspannt. Die Winterkirche wurde 1950 bei der Umgestaltung des Inneren eingerichtet.

## Turm
Der erste Turm wurde nach 1700 in Fachwerk angebaut und 1866 durch den heutigen, quadratischen Westturm, aus Feld- und Backstein ersetzt, wobei der untere Teil in Feldstein gemauert wurde. Der Helm ist achtseitig und mit einem Kreuz bekrönt. Im Turm befindet sich ein einfaches Spitzbogenportal. Im Obergeschoss ist er durch Backsteinfriese und Schallöffnungen gegliedert.

## Grabkapellen
Die Grabkapellen an der Ost- und Nordseite wurden in der Mitte des 18. Jahrhunderts gebaut. In der nördlichen Grabkapelle stehen zwei Steinsärge für Christian Fr. von Wangelin († 1755) und seiner Gattin Adelheid A. von Heespen († 1758). Sie sind mit Wappen und Kreuzigungsreliefs geschmückt. Die Grabplatte aus rotem Sandstein für U. W. Schrutt zeigt Engel und eine Inschrift. Bemerkenswert sind die Wappengrabsteine für Johann Christoph von Wendhausen († 1724) und seiner Gattin Elisabeth von Wangelin († 1757).

## Ausstattung
- Das achteckige hölzerne Taufbecken wurde 1699 angefertigt und 1997 restauriert und am Fuß ergänzt.
- Ursprünglich stand eine Orgel der Firma Lütkemüller in der Kirche, sie wurde 1945 zerstört. Eine Orgel von Friedrich Friese III aus der Dorfkirche Boitin mit einem dreiteiligen Prospekt wurde 1995 eingebaut. Diese Orgel hat vier Register auf einem Manual und Pedal.[1]
- Der ehemals in der Kirche stehende Kanzelaltar wurde 1956 wegen starken Schwammbefalls abgebrochen und durch einen aus Ziegeln gemauerten Altartisch ersetzt.
- Das auf dem Altar stehende Kreuz mit Korpus ist aus neuerer Zeit.

## Glocken
Im Turm befand sich ein Geläut von drei Glocken, von dem nur noch die große Glocke vorhanden ist.
- Die größte Glocke wurde 1584 gegossen.
- Die mittlere Glocke von 1519 wurde 1869 von Johann Carl Ludwig Illies umgegossen.
- Die kleine Glocke wurde 1704 gegossen.